# هوراتي وكورياتي

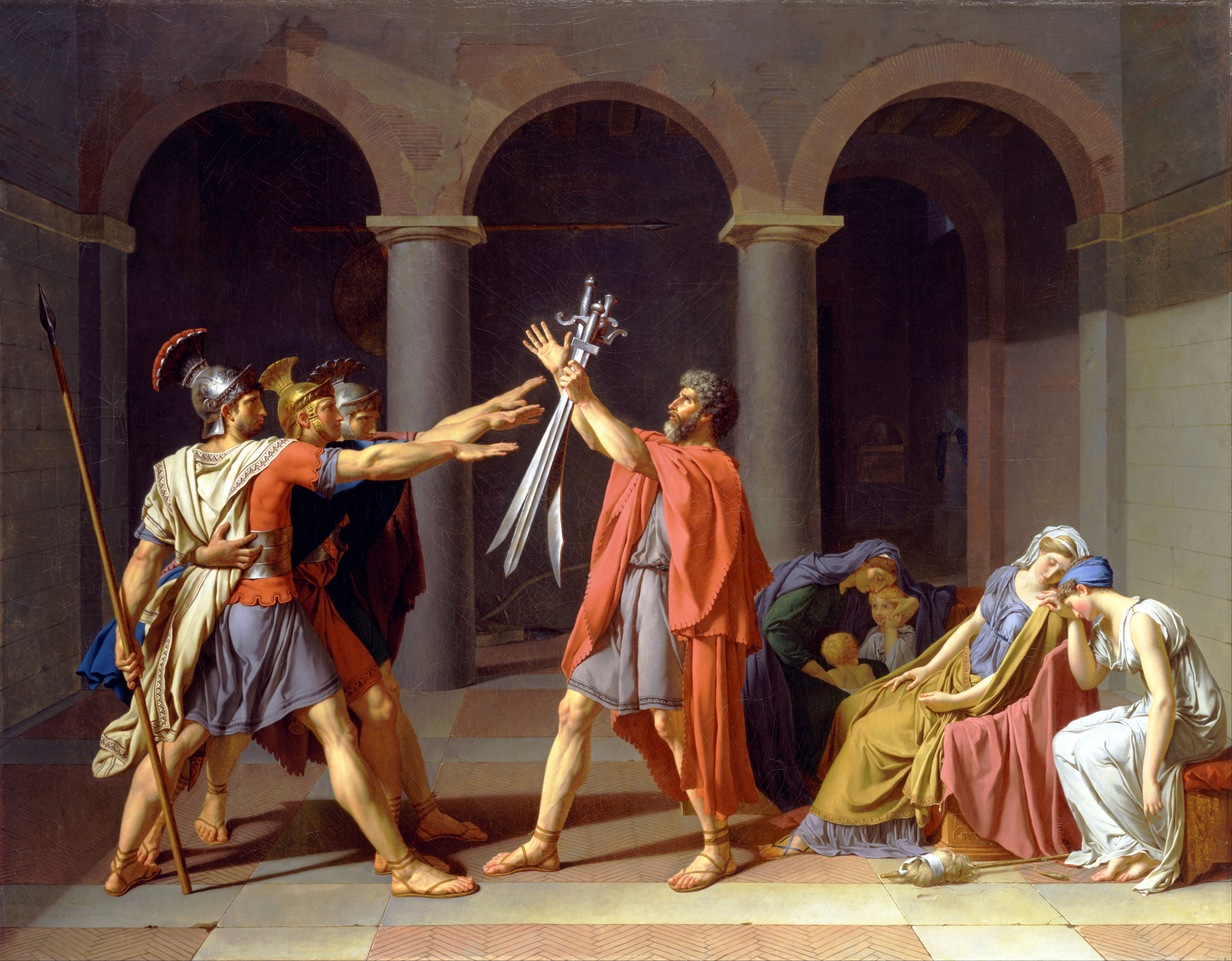

في الأسطورة الرومانية القديمة لعصر المملكة، كان الهوراتي ثلاثة توائم محاربين عاشوا في عهد تولوس هوستيليوس. تظهر روايات صراعهم الملحمي مع الكورياتي وقتل بوبليوس، الناجي الوحيد من المعركة، أختهم في كتابات ليفي.

## الحرب مع ألبا لونغا
يروي ليفي هذه الحكاية في الكتاب الأول من عمله تاريخ روما. في أثناء حرب الملك الروماني تولوس هوستيليوس مع مدينة ألبا لونغا المجاورة، اتُفق على أن خوض حرب مكلفة بين جيشاهما سيترك الباب مفتوحًا لغزو الأتروسكان. ناشد الديكتاتور السابيني ميتيوس فوفيتيوس تولوس هوستيليوس أنه يجب حسم النزاع بخوض التوأم الثلاثي الروماني الهوراتي ونظرائهم من الألبان، والمعروفين باسم الكورياتي، قتالًا حتى الموت. التقيا في ساحة المعركة بين صفوف الجيشين على مرأى الجيشان ومواطنيهم.
حارب كلا الجانبين بشجاعة، لوجود الكثير على المحك. أصاب الهوراتي الكورياتي الثلاثة بجروح، لكن قُتل اثنان من الرومان في هذه العملية. ما ترك شقيقهما بوبليوس وحده ومحاطًا بالألبان الثلاثة. رغم أنه لم يصب بأذى، أدرك بوبليوس أنه لم يعد لديه أي فرصة ضد أعدائه الثلاثة معًا. لذا بدأ يركض عبر ساحة المعركة بدلًا من المواجهة. طارده الألبان، كل منهم بالسرعة التي سمحت بها إصاباته. كان هذا بالضبط ما أمل أن يفعلوه، وبعد أن ركضوا بعيدًا كفايةً رأى أن كورياتي أصبحوا محتارين وانفصلوا عن بعضهم البعض. نجحت خطته بشكل مثالي. ثم استدار وشن هجومًا شرسًا على الكورياتي الأول، الأقل إصابةً، وقتله.
بدأ المتفرجون الرومان، الذين كانوا متأكدين من الهزيمة، قبل لحظات، يهتفون بجموح بينما بدأ الألبان يصيحون في الكورياتي لإعادة التجمع في مواجهة هجوم بوبليوس. ولكن قبل أن يتمكنوا من ذلك، قبض الهوراتي على الكورياتي الثاني وقتله على مرأى شقيقه العاجز. استُنفد الكورياتي الأخير جسديًا من جروحه ومطاردته. وتحطم أمله بمشاهدة شقيقيه يموتان. نجح في الوقوف بشكل غير مستقر وواجه الهوراتي، الذي شجعته استراتيجيته الناجحة تمامًا وثقته من انتصاره الوشيك. أعلن بوبليوس لأخويه المقتولين أنه قتل أول اثنين من الكورياتي. كان سيقتل هذا الأخير من أجل القضية الرومانية وحكمهم على الألبان. غرز سيفه في حلق الألباني وأخذ دروع أعدائه القتلى كغنائم انتصاره.
بعد ذلك، احترم الدكتاتور الألباني ميتيوس المعاهدة وقبلت ألبا لونغا الحكم الروماني لفترة وجيزة، قبل إثارة حرب ضد الفيدينتين وخيانة روما.

## عودة بابليوس إلى الوطن
عاد الهوراتي المنتصر واستُقبل استقبال الأبطال. قبل اندلاع الحرب، كانت أخت بوبليوس، كاميلا، مخطوبةً لأحد التوائم الألبان الثلاثة. عندما رأت المعطف الذي نسجته بنفسها وأعطته للكورياتي على كتف أخيها، ملطخًا الآن بدمه، أدركت أن خطيبها قد قتل. غلب الحزن على كاميلا وبدأت في النحيب والصراخ باسمه. معلنًا أنه لا ينبغي لأي امرأة رومانية نعي أعداء روما المقتولين، قتل بابليوس أخته فوريًا.
حُكم عليه بالإعدام على جريمته. فناشد بابليوس أحد المجالس الشعبية، بناءً على نصيحة فقيه يدعى تولوس. دفاعًا عن ابنه، تحدث والد الهوراتي، كان يُدعى بوبليوس أيضًا، عن الانتصار الأخير ودعاهم إلى إنقاذ ابنه الوحيد المتبقي (مات ابنه الرابع، شقيق الهوراتي). أُقنع المجلس وخُففت عقوبة بوبليوس. قد يكون هذا مصدر التقليد الروماني بالسماح للمدانين باستئناف الأحكام الصادرة بحقهم أمام الجمهور.
توجب على بابليوس الأكبر تقديم تضحية للتكفير عن جريمة ابنه ومنذ ذلك الوقت فصاعدًا، أصبح تقديم نفس التضحية تقليدًا لدى عائلة هوراتيا. عُلقت غنائم النصر في مكان أصبح يعرف باسم بيلا هوراتيا. نُصبت عارضة خشبية على منحدر تل أوبيان، والتي كان تسمى سوروريوم تيجيلوم (عارضة الأخت). رمزت إلى نير، توجب على بوبليوس الأصغر المرور تحته. وبقيت قائمة لفترة طويلة بعد وفاته.